# Слов'янський аероклуб
Слов'янський аероклуб — навчальний заклад для підготовки льотчиків, парашутистів, планеристів (1927—1941).

## Історія
Навесні 1927 року робітники Слов'янського залізничного депо Алфей Тарасов, Павло Шишкарев, Василь Гончаренко і Дмитро Чумак створили комітет з організації повітроплавального гуртка.
5 червня 1927 року аероклубівці звернулися до окружкому комсомолу й Осоавіахіма із проханням про сприяння в придбанні аеростата, але не одержали підтримки. Тоді було прийняте рішення відрядити А. Тарасова в ЦК комсомолу й Всеукраїнський Осоавіахім (м. Харків). За допомогою Андрія Івановича Косьяненко з однієї з частин Українського військового округу було поставлено необхідне устаткування.
Вже в вересні 1927 року слов'янські аеронавти одержали від ВПС сферичний аеростат об'ємом 640 м3, а 27 вересня 1927 р. — від Московської школи повітроплавання — два прив'язних аеростати «Парсевалъ» і два газгольдери.
Восени 1927 року з Ворошиловградської школи військових льотчиків для вивчення матеріальної частини був переданий нелітаючий літак Р-1. Перший політ аеростата пройшов 23 лютого 1928 року на честь десятиліття Червоної Армії.
На початку 1930 року повітроплавці одержали від Всеукраїнського Осоавіахіма два планери типу СУ-3 «Стандарт», що поклали початок Слов'янської планерної станції. Незабаром начальник планерної станції К. Борщов зумів організувати регулярні польоти на планерах, запуск здійснювався за допомогою амортизаторів.
Разом з тим польоти на повітряних кулях тривали до 1934 року. Усього за 1928—1933 рр. було реалізовано близько 30 польотів загальною тривалістю 107 годин (максимальна дальність — 300 км, максимальна висота підйому 3100 м).
У серпні 1933 року слов'янські аеронавти одержали запрошення на участь у Всесоюзних змаганнях, присвячених Дню авіацій. Змагання були організовані повітроплавальним загоном Московського гарнізону і Московською школою повітроплавання. У Москву від'їхали М.Варганов, І.Григоренко, А.Зельський й А.Тарасов. Їх політ був відзначений Почесною грамотою.
Під кінець 1933 року поступово повітроплавання стало згасати, тоді загальними зборами вирішили вивчати матеріальну частину літаків й учитися літати на них.
Знову звернулися у Всеукраїнський ОСОАВІАХІМ, де одержали фюзеляж літака «Авро». Таким чином, первинну матеріальну базу Слов'янського аероклубу склали: фюзеляж «Авро», нелітаючий літак Р-1 і три непрацюючих авіадвигуни фірм БМВ, РОН і Хальскотт.
У 1934 році на кошти содового заводу, АІЗу й «Коксохіммонтажу» були придбані три літаки У-2 і розчищене поле під аеродром (до півночі від Славкурорту). Звідси був зроблений останній старт слов'янських аеронавтів. Травневим вечором 1934 р. екіпаж у складі І.Григоренко, А.Крахмалева й С.Попова (Московська школа повітроплавання) стартував на аеростаті об'ємом 640 м3. Висота польоту становила 1200—1500 м, приземлилися ранком під Харковом. Так завершився семирічний період повітроплавання. За цей час досягли головного: були створені кадри, що склали основний контингент слов'янського аероклубу.
У 1935 році клуб одержав нове приміщення Начальником аероклубу був призначений Злочевский, начальником льотної частини — Степанов, якого в 1940 році замінив К. Борщов. До 1938 року клуб мав 15 літаків і значився в числі передових аероклубів країни. Навантаження на курсантів й інструкторів було велике, працювали у дві зміни. З раннього ранку до пізнього вечора в будь-який час року в небі Слов'янськом рокотали мотори У-2. Випускники аероклубу продовжували, як правило, удосконалювати льотну майстерність у військових авіаційних училищах Луганська й інших міст. Для них термін навчання скорочувався до двох років.
На початку 1941 року Слов'янський і Краматорський аероклуби були об'єднані в 11-у Слов'янську військову авіаційну школу первісного навчання, що діяла до 20-х чисел вересня 1941 року, коли стала очевидної здача міста наступаючим німецьким військам.
24 вересня 1941 року аероклуб перебазувався в місто Каттакурган, Самаркандська область, де був розформований.

## Герої Радянського Союзу— випускники аероклубу
- Семейко Микола Іларіонович
- Біжко Володимир Єгорович
- Бордюгов Андрій Олексійович
- Брисєв Федір Якович
- Денисенко Григорій Кирилович
- Дойчев Вадим Пантелеймонович
- Кривень Петро Якович
- Кучеренко Олександр Васильович
- Панюхно Олексій Дмитрович
- Пучков Герман Іванович
- Ржавський Микита Харитонович
- Сербиненко Микола Іларіонович
- Скляров Іван Григорович
- Фесенко Михайло Ілліч
- Шандула Володимир Никифорович